# King Milne
King Milne ist ein US-amerikanischer Biathlet.
King Milne nimmt schon seit Jahren immer wieder an nationalen Meisterschaften der USA teil. Darüber hinaus startet er auch international im Biathlon-NorAm-Cup. In der Saison 2007/08 wurde er 72. der Gesamtwertung, 2008/09 als 56. und 2009/10 als 54. wurde er jeweils Letzter der Wertung. Besser lief es in der nächsten Saison. In La Patrie wurde er in einem Sprintrennen hinter Alain Guimont und Guy LaBranche Dritter und erreichte damit erstmals das Podium in der obersten kontinentalen Rennserie.